# Barbara Bellenberg
Barbara Bellenberg (* 19. Juli 1993) ist eine deutsche Badmintonspielerin. 

## Karriere
Barbara Bellenberg belegte bei den Croatian Juniors 2010 und 2011 jeweils Rang zwei im Mixed. 2010 bis 2014 spielte sie in der Badminton-Bundesliga. 2011 und 2012 wurde sie bayerische Meisterin. 2014 gewann sie die Romanian International im Damendoppel mit Ramona Hacks. 
2016 gewann sie im 1. Nacholympischen Grand Prix Turnier die Brazil Open im Damendoppel mit Eva Janssens.